# Лонглит

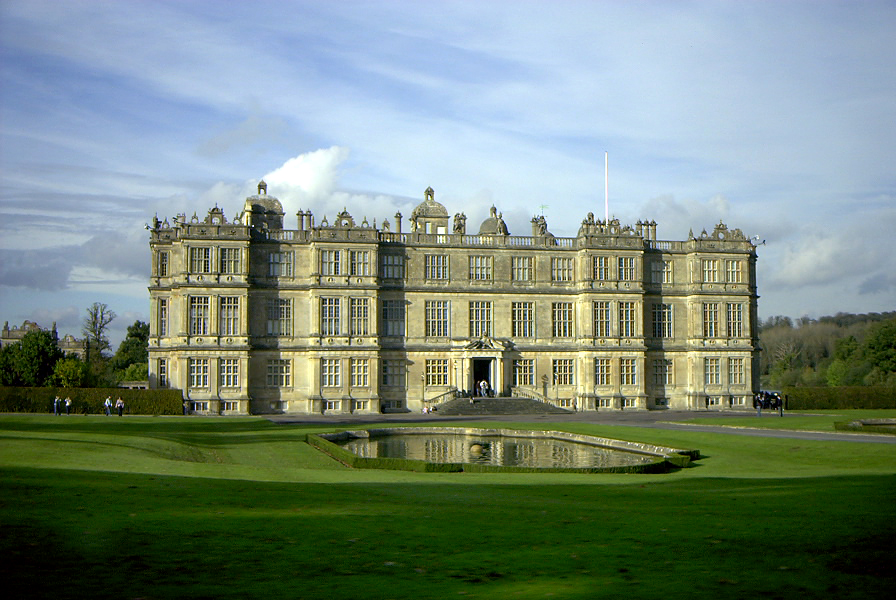
Лонглит — один из краеугольных камней английской усадебной архитектуры

Лонглит (англ. Longleat) — усадебный дом, построенный на границе Уилтшира и Сомерсетшира архитектором Робертом Смитсоном в 1570-е годы.
Это один из первых примеров ренессансной архитектуры на севере Европы, предшественник Хардвика и Уоллатона. Во многих отношениях Лонглит стоит у истоков английской архитектурной традиции: это непритязательное здание с прямолинейной крышей и широкими оконными пролётами, наполняющими интерьеры солнечным светом.
Усадебный парк с прославленным лабиринтом из фигурно обрезанных кустов был распланирован в XVIII веке знаменитым Ланселотом Брауном для прямого потомка строителя Лонглита — 1-го маркиза Бата.
Для привлечения средств на содержание усадьбы 6-й маркиз Бат в 1966 году поселил на территории усадьбы диких животных из Африки и открыл её для туристов как первый в стране сафари-парк.